# König der Gauchos
König der Gauchos (Originaltitel: Way of a Gaucho) ist ein US-amerikanischer Western des Regisseurs Jacques Tourneur aus dem Jahr 1952. Die Hauptrollen sind mit Rory Calhoun und Gene Tierney besetzt. Das Drehbuch stammt von Philip Dunne. Es beruht auf einem Roman von Herbert Childs. In seinem Heimatland kam der Streifen zum ersten Mal am 16. Oktober 1952 in die Kinos, in der Bundesrepublik Deutschland im Jahr darauf am 13. März. 

## Handlung
Argentinien anno 1875. Don Miguel Aleondo kehrt von der Großstadt auf die heimatliche Farm in den Pampas zurück, um das Erbe seines kürzlich verstorbenen Vaters anzutreten und die Viehwirtschaft zu leiten. Dieses Ereignis wird mit einem rauschenden Fest gefeiert. Nach einigen Gläsern Wein weigert sich einer der älteren Gauchos, auf das Wohl des Rückkehrers anzustoßen. Er wirft ihm vor, ein verweichlichter Städter geworden zu sein, der die Estancia nicht in Würde führen könne. Martin, ein junger Gaucho und seit den Kindertagen mit Don Miguel befreundet, ergreift für diesen Partei. Die folgende Auseinandersetzung endet für den Kritiker tödlich. Daraufhin wird Martin von den anwesenden Polizeioffizieren festgenommen. Durch Don Miguels Fürsprache bleibt ihm eine Haft erspart; dafür muss er sich bei der Miliz bewähren. Sein Vorgesetzter ist dort Major Salinas, der sich in den Kopf gesetzt hat, dem Gaucho den Stolz auszutreiben.
In den Wirren eines Kampfes gegen aufständische Indios gelingt Martin die Flucht. Unterwegs entdeckt er einen Indio, der ein Mädchen als Gefangene mit sich führt. Er erkennt die Schöne, weil sie schon einmal Gast auf Don Miguels Estanzia war. Dem Jungen gelingt es, das Mädchen zu befreien. Gemeinsam verbringen die beiden ein paar Tage und Nächte in der Einsamkeit der weiten Steppe. Dabei kommen sie sich näher. Als Martin Teresa auf das Gut seines Herren und Freundes zurückbringt, wird er von Salinas als Deserteur verhaftet. Mit Hilfe einiger Freunde kann er jedoch ein zweites Mal entkommen. Nachdem die Miliz Martin trotz intensivem Suchen nicht gefunden hat, glauben alle, er sei in den Pampas verdurstet.
Etliche Zeit später. Martin nennt sich jetzt Val Verde. Er hat sich einer Gruppe von Gauchos angeschlossen, die verhindern möchte, dass die Eisenbahn immer weiter in die Pampas vordringt. Weil Martin besonders tapfer ist, wird er von seinen Kumpanen zu ihrem Anführer gewählt. Nach und nach mausert er sich zum unumschränkten Herrscher der Pampas. Major Salinas glaubt fest daran, dass Val Verde kein anderer als Martin ist und trachtet immer noch danach, ihn zu demütigen. Auch Teresa ist überzeugt, dass ihr Geliebter noch lebt. Nachdem sie von Selinas’ Vermutung erfahren hat, macht sie sich daran, Martin in seinem Bergversteck aufzusuchen. Sie ahnt nicht, dass ihr Salinas mit einigen Soldaten folgt. Den Gauchos gelingt es jedoch, Salinas dingfest zu machen. Martin aber schenkt seinem Feind wieder die Freiheit.
Teresa und Martin reiten ins Kloster zu Pater Fernandez, um vor ihm die Ehe zu schließen. Aber wieder ist ihnen Salinas auf der Spur und zwingt sie, noch vor ihrer Hochzeit zu fliehen. Jetzt wollen die beiden über die verschneiten Anden nach Chile reiten. Teresa ist jedoch den Strapazen nicht gewachsen, zumal sie inzwischen schwanger ist. Daher bleibt sie in der Obhut von Pater Fernandez. Martin hingegen versteckt sich in der Viehhütte seines Freundes Miguel. Der wird von Teresa angefleht, ihrem Verlobten zu helfen. Aber auch diesmal hat Salinas das richtige Gespür und folgt heimlich Miguel. In der Hütte angelangt, versucht Miguel, seinem Freund die Einsicht zu vermitteln, dass es besser für ihn sei, sich den Behörden zu stellen, sonst könne er niemals wieder in Ruhe leben. Das Auftauchen von Salinas lässt jedoch Martin keine Zeit zum Nachdenken; wieder einmal ergreift er die Flucht. Dabei verstellt ihm eine große Viehherde den Weg. Miguel will seinen Freund retten, gerät aber unter die Hufe der erregten Tiere und wird tödlich verletzt.
Martin stellt sich Salinas. Der ist darüber so erstaunt, dass er ihm erlaubt, sich mit Teresa von Pater Fernandez trauen zu lassen.

## Kritik
Das Lexikon des Internationalen Films gelangte zur folgenden Einschätzung: „Fesselndes, gut fotografiertes Abenteuerdrama im Westernstil.“

## Quelle
- Programm zum Film: Das Neue Film-Programm, erschienen im gleichnamigen Verlag H. Klemmer & Co., Neustadt an der Weinstraße, ohne Nummernangabe